# Talme Bilu
Talme Bilu (hebr.: תלמי ביל"ו) – moszaw położony w samorządzie regionu Merchawim, w Dystrykcie Południowym, w Izraelu.
Leży na pograniczu północno-zachodniej części pustyni Negew, w pobliżu miast Rahat i Netiwot.

## Historia
Moszaw został założony w 1953 przez imigrantów z Rumunii i Kurdystanu.

## Gospodarka
Gospodarka moszawu opiera się na intensywnym rolnictwie i uprawach w szklarniach.